# Dimbi Tubilandu
Dimbi Tubilandu (ur. 15 marca 1948, zm. 17 czerwca 2021) – zairski piłkarz występujący na pozycji bramkarza. Uczestnik Mistrzostw Świata 1974.
Podczas MŚ 1974 reprezentował barwy klubu AS Vita Club.
Razem z reprezentacją Zairu uczestniczył w mistrzostwach świata 1974. Rozegrał tam 69 minut w meczu z Jugosławią, wchodząc na boisko przy stanie 0-3 za Mwambę Kazadiego.